# Мейпариани, Акакий Семёнович
Ака́кий Семёнович Мейпариа́ни (груз. აკაკი სიმონის ძე მეიფარიანი, 28 февраля 1918, Тифлис, Закавказский комиссариат — 31 декабря 1995, Тбилиси) — советский фехтовальщик-шпажист, тренер. Участник летних Олимпийских игр 1952 года.

## Биография
Родился 28 февраля 1918 года в Тифлисе (сейчас Тбилиси). Во время войны служил в звании лейтенанта в 31-м отдельном полку резерва офицерского состава Закавказского фронта.
Изначально был гимнастом, заниматься фехтованием начал в 27 лет, его тренером был один из создателей школы фехтования в Грузии Лев Васильевич Головня. Выступал в соревнованиях за «Большевик» из Тбилиси. В 1949 году завоевал бронзовую медаль чемпионата СССР по фехтованию.
В 1952 году вошёл в состав сборной СССР на летних Олимпийских играх в Хельсинки. Выступал в фехтовании на шпагах. В командном первенстве сборная СССР, за которую также выступали Генрих Булгаков, Юозас Удрас, Лев Сайчук и Юрий Дексбах, в 1/8 финала проиграла шпажистам Италии и США, заняв последнее место в группе и выбыв из борьбы.
В 1956 году тренировал сборную СССР по современному пятиборью на летних Олимпийских играх в Мельбурне, завоевавшую золотую медаль в командном первенстве. За этот успех был удостоен звания заслуженного тренера СССР.
В 1956—1969 годах работал тренером женской сборной Грузинской ССР по фехтованию. В 1969—1974 годах руководил отделением фехтования в Грузинском институте физической культуры.
Был судьёй всесоюзной (1955) и международной категорий по фехтованию.
Умер 31 декабря 1995 года в Тбилиси.